# Tambor de Mina

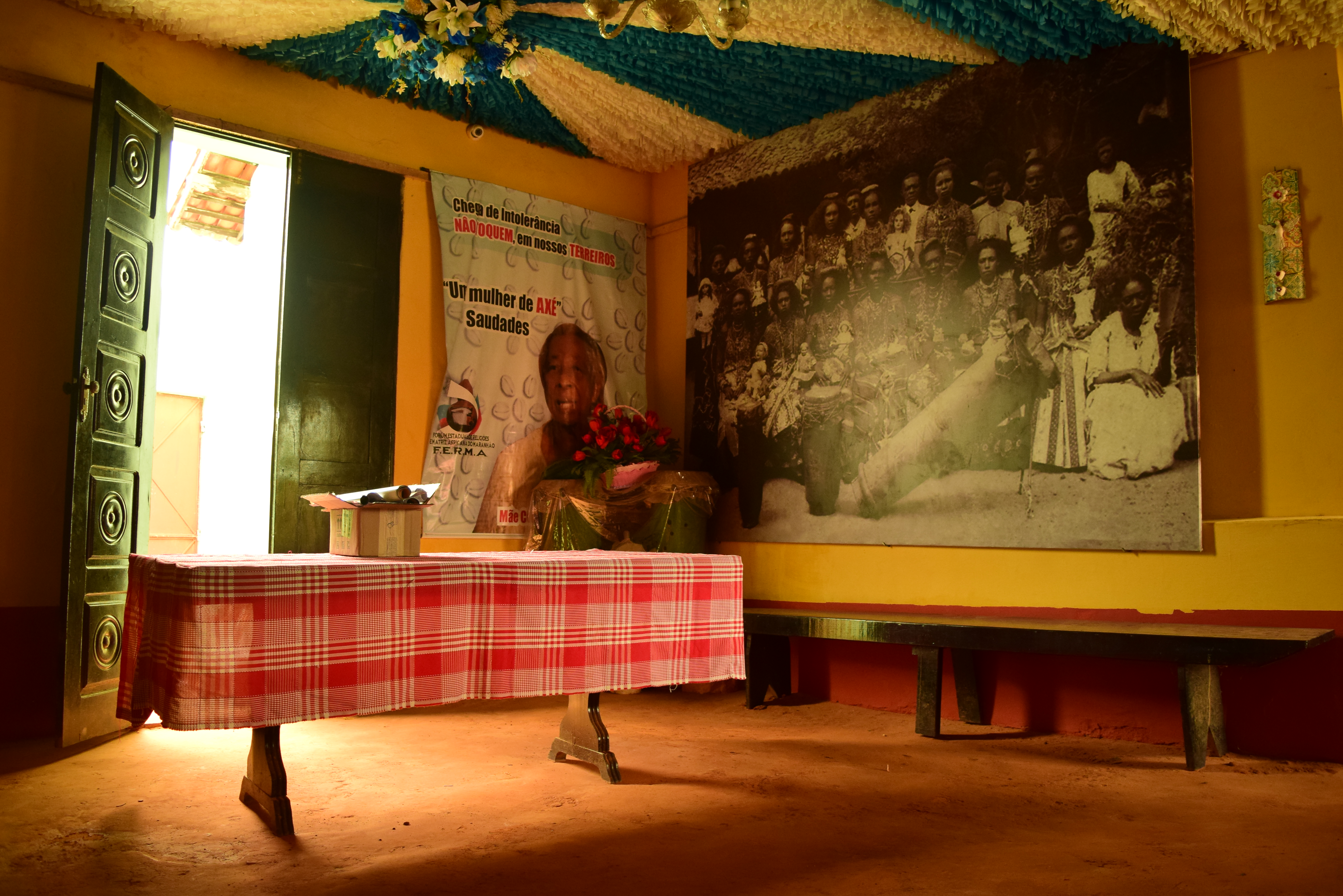
El interior de la Casa das Minas, con una foto de la última ceremonia completa de iniciación (barco de tobossis), en 1914. El piso está hecho de arcilla.

Tambor de Mina es una tradición religiosa afrobrasileña que se practica principalmente en los estados brasileños de Maranhão, Piauí, Pará y la Amazonia.

## Etimología
Tambor también significa tambor en portugués, y se refiere a la importancia del elemento rítmico en los rituales de culto. La palabra Mina se refiere a los negro-mina de la región de São Jorge de la Mina, ahora también conocido como Castillo de Elmina, tratándose de una designación dada a los esclavos africanos provenientes de la costa situada al oriente de la región, en la actual república de Ghana. El nombre no se refería necesariamente a esclavos que habían pasado por la fortaleza/puerto de São Jorge da Mina, sino más bien a «diferentes etnias en el tiempo y lugar», generalmente traídas de las regiones de las actuales repúblicas de Togo, Benín y Nigeria, y conocidos principalmente como negros mina-jejes y mina-nagôs. Por ejemplo, 'Mina-Popo' fue a menudo la designación de personas provenientes de Petit Popo, originalmente oradores akan que habían emigrado desde el oeste del río Volta, y «mina-nagô» y «mina-congo» fueron otras denominaciones que a veces se encuentran en Brasil.

## Historia
La región de Maranhão fue uno de los grandes destinos de la mano de obra africana, especialmente durante el último siglo del tráfico de esclavos hacia Brasil (1750-1850). La esclavitud en Maranhão se concentró en el Valle de Itapecuru, la Baixada Maranhense y São Luís, que es la capital del estado brasileño de Maranhão. Las plantaciones de algodón y caña de azúcar contribuyeron en gran medida al desarrollo de una grand ciudad. Las casas coloniales fueron construidas con mano de obra esclava con su diseño único influenciado por la armonía, la belleza y la coreografía de canciones originarias de la antigua África.
El Tambor de Mina apareció en la capital de Maranhão, se expandió a Pará, Amazonas y otros Estados del Norte y a las capitales que recibieron un gran número de emigrantes de esta región, como Río de Janeiro o São Paulo. Aunque hegemónico en Maranhão, el Tambor de Mina (Jeje, Nagô, Cambinda), se sincretizó con una manifestación religiosa de origen indígena llamada Cura/Pajelança y con una tradición religiosa afrobrasileña, surgida en Codó, llamada Mata o Terecô.

## Creencias
Al igual que otras religiones de origen africano en Brasil (Candomblé, Xangô, Xambá, Batuque, Jarê y otras), el tambor de mina se caracteriza por ser una religión iniciática y de trance o posesión. En el tambor de mina más tradicional la iniciación lleva mucho tiempo, y no hay ceremonias públicas, realizándose con gran discreción en el recinto de los terreiros (casas templo) y pocas personas reciben los grados más altos o la iniciación completa.
La discreción en el trance y en el comportamiento en general es una característica llamativa del tambor de mina, considerado por muchos como una suerte de masonería de negros, ya que presenta características de sociedades secretas. En los recintos más sagrados del culto (peji en yoruba, o côme en ewé), solo entran los iniciados más veteranos. 
En el Tambor de Mina se rinde culto a vodums, algunos orishás y entidades (también llamados Encantados, espíritus de personas) que reciben el nombre de gentis (si son reyes, príncipes y nobles europeos, como el rey Sebastián de Portugal, el rey Manoel, el rey Luís) o de caboclos (si son de origen nativo, o turcos de origen de reyes moros, o indígenas, como Pai Turquia, João da Mata Rei da Bandeira, Vó Surrupira, Sultão das Matas y muchos otros). Estas entidades están organizadas en naciones y familias, y  tienen diferencias de edad bien marcadas. 
Voduns, dioses de los pueblos fon o jeje, son fuerzas de la naturaleza y ancestros humanos deificados. Algunos voduns jóvenes llamados toquém o toquenos cumplen la función de guías, mensajeros, ayudantes de los otros voduns. Las tobósis son deidades femeninas infantiles, consideradas hijas de voduns.
Los voduns se agrupan en 5 familias: Davice (o la familia real dahomean, como Tói Zomadônu, Tói Dadarrô, Nochê Sepazin); Quevioçô (o voduns de Nagô, como Tói Badé Nenem Quevioçô, Nochê Sobô Babadi, Nanã, Tói Lôco, Tói Averequete); Dambirá (que cura la plaga y otras enfermedades, como Tói Acóssi Sapatá Odan y Tói Azile); Aladanu; Savaluno (como Azacá). Cada familia ocupa una parte específica de la casa y tiene sus propias canciones, comportamientos y actividades. Hay alrededor de 45 voduns y 15 tobossis en Casa das Minas.
El título de Tói significa que vodum es masculino y el título de Nochê significa que vodum es femenino. Avievodum es el Dios Supremo, y Legba no se considera un mensajero, ya que la Casa das Minas lo identifica como un espíritu maligno, aunque desempeña un papel importante en otros templos.
El Tambor de Mina es un sincretismo de las religiones de Dahomey, fon (jeje), yoruba (nagô), fanti-ashanti, ketu, agrono o cambinda (Angola-Congo), tradiciones indígenas americanas y europeas (catolicismo).
Se dice que los Encantados son entidades de personas que no murieron, pero desaparecieron misteriosamente, volviéndose invisibles o convirtiéndose en animales o plantas, viviendo en un reino mágico llamado Encantaria. Los Encantados están presentes en diversas creencias amazónicas (como la leyenda del Boto) y también están organizados en familias en el Tambor de Mina: Lençol (que vive en la isla de Lençóis, en Cururupu, en Maranhão, como el rey Sebastián y Tóia Jarina); Codó (su líder es Légua-Boji); Turquia (como Cabocla Mariana, Herondina); Bandeira (su líder es João da Mata Rei da Bandeira); Gama; Bahia Surrupira, y otras. También se invocan en ceremonias religiosas y el sacerdote o sacerdotisa entra en trance.

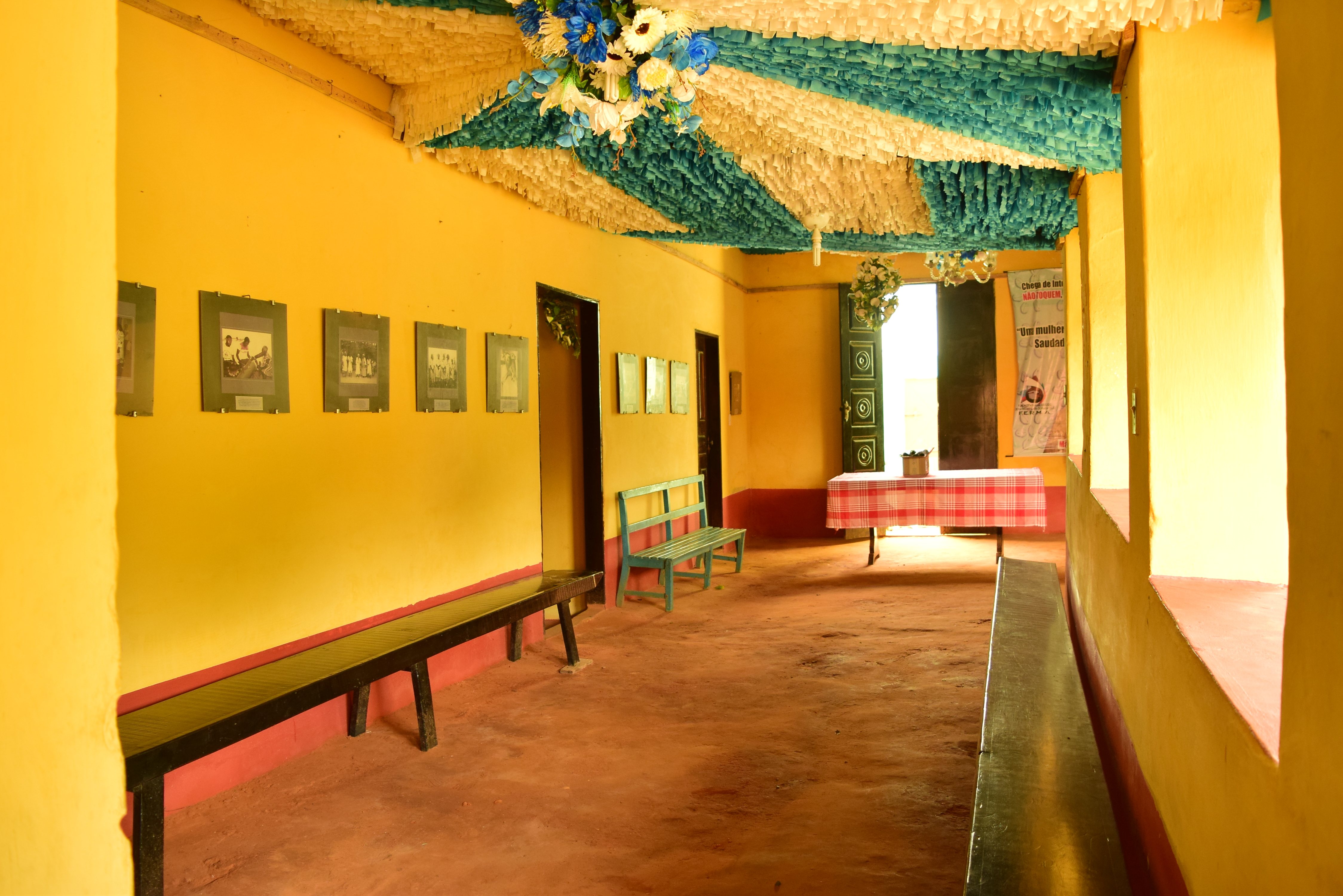
Interior de la Casa de las Minas

Debido a esta riqueza cultural y al sincretismo presentes en el culto, estos elementos coexisten de manera armoniosa, siendo casi imposible separar el catolicismo popular, el folclore local y la Encantaria, la Cura o Pajelança del Tambor de Mina (en ritos festivos llamados Brinquedo de Cura; o Tambor de Curador, en la ciudad de Cururupu). Se dice que el panteón de Encantados compartidos por las dos religiones "navega en las dos aguas", siendo el Tambor de Mina clasificado como "línea de agua salada" y la Cura/Pajelança como "línea de agua dulce".
En los templos de Tambor de Mina es común celebrar fiestas y fiestas de la cultura popular de Maranhão que a veces son solicitadas por entidades espirituales que les gustan, como la Fiesta del Divino Espíritu Santo, Bumba-meu-boi, Tambor de Crioula y otras.
Terecô es la denominación de una de las religiones afro-brasileñas de la ciudad de Codó (llamada capital de la macumba o capital de la magia, por el gran número de terreiros, los templos de las religiones afrobrasilianas), en Maranhão y Teresina en Piauí, derivada de Tambor de mina.

## Templos y sacerdorcio

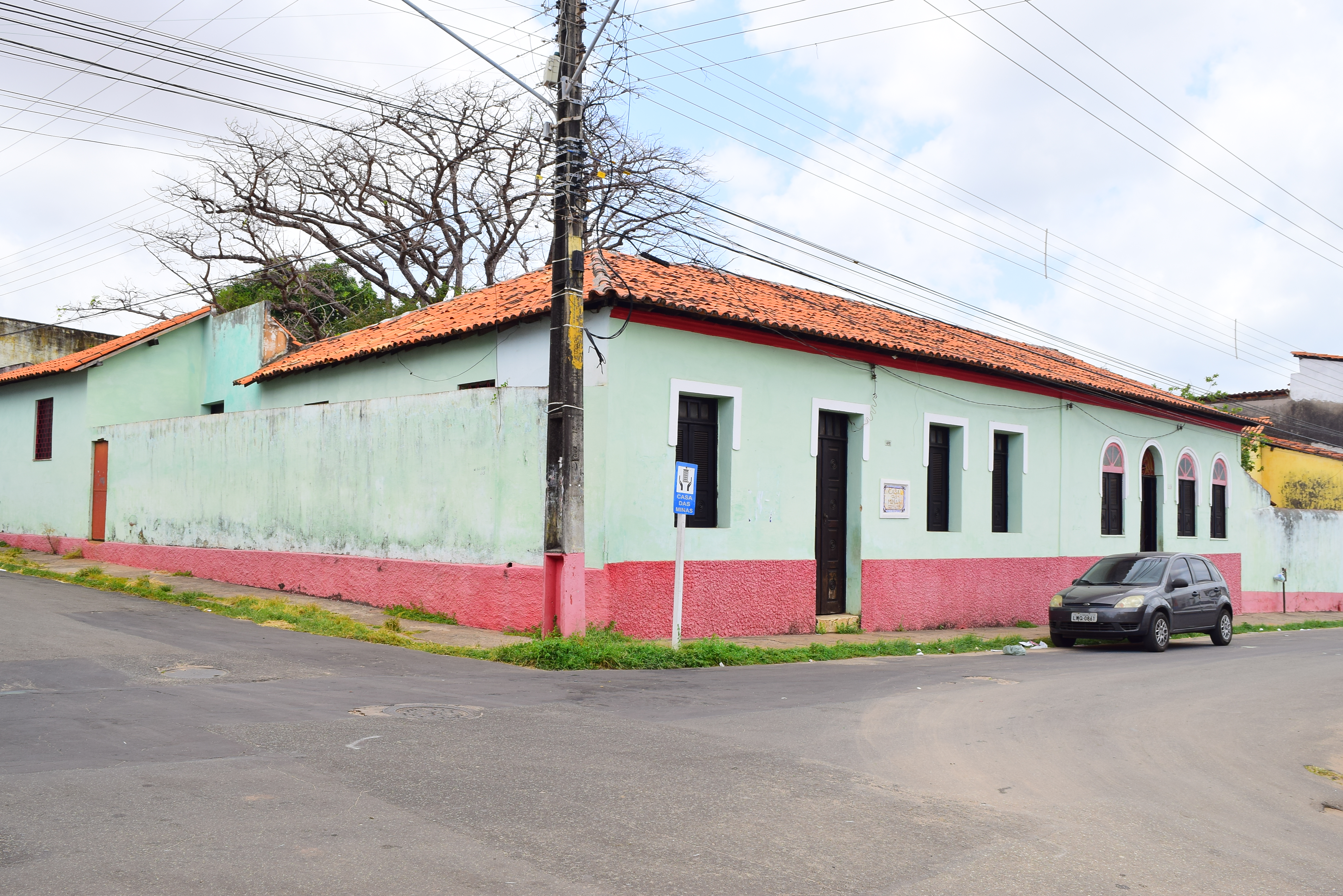
Casa de las Minas

Hay dos modelos principales de Tambor de Mina en Maranhão: jeje y Nagô. El primero parece ser el más antiguo y se asentó alrededor de la Casa Grande das Minas Jeje, más conocida como Casa das Minas (Querebentã de Tói Zomadônu o Casa de las Minas), el templo más antiguo (terreiro), que debe haber sido fundado en São Luís en la década de 1840. El otro, que es casi contemporáneo y que continúa hasta hoy, se ha establecido alrededor de la Casa de Nagô. Casa das Minas y Casa de Nagô están ubicadas en el mismo barrio.
La Casa das Minas (Querebentã de Tói Zomadônu) es única, no tiene casas que estén afiliadas a ella, por lo que ninguna otra sigue completamente su estilo. Fue fundada por una mujer africana llamada María Jesuina, que vino a Brasil como esclava y, según Pierre Verger, era la reina Nã Agontimé, esposa del rey Agonglô de Daôme y madre del rey Guezô. La sacerdotisa (vondunsi) más famosa del templo fue la Madre Andressa María, considerada la última princesa del linaje directo de Fon que encabezaba la Casa das Minas. Nació en 1854 y murió en 1954, a la edad de 100 años.
En esta casa, las canciones están en lenguaje jeje (ewé-fon) y solo son deidades veneradas llamadas voduns. Pero aunque no tiene casas afiliadas, el modelo de culto del Tambor de Mina está muy influenciado por la Casa das Minas. En la Casa das Minas, solo las mujeres pueden dirigir ceremonias religiosas. Se llaman vodunsis, la sacerdotisa de Tambor de Mina. Los hombres tenían una función especial de los tocadores de tambor (tocadores de abatás, de ahí la definición de "abatazeiros").
La última vodunsi (Doña Deni) murió en 2015, al no haber sido realizados rituales completos de iniciación al sacerdocio (vodúnsi-gonjaí) desde 1914 (por razones no aclaradas), sin otras vodunsis para el trance por la invocación de los voduns. Casa das Minas es actualmente administrada por Euzébio Pinto, nieto de Vondusi Doña Amélia. Todavía hay muchos festivales de cultura popular en el templo, como la Fiesta del Espíritu Santo Divino, Tambor de Crioula, Bumba-meu-boi y otros (que tradicionalmente fueron solicitados por los voduns a quienes les gustaron), con la Casa das Minas continuando con mucha relevancia cultural.

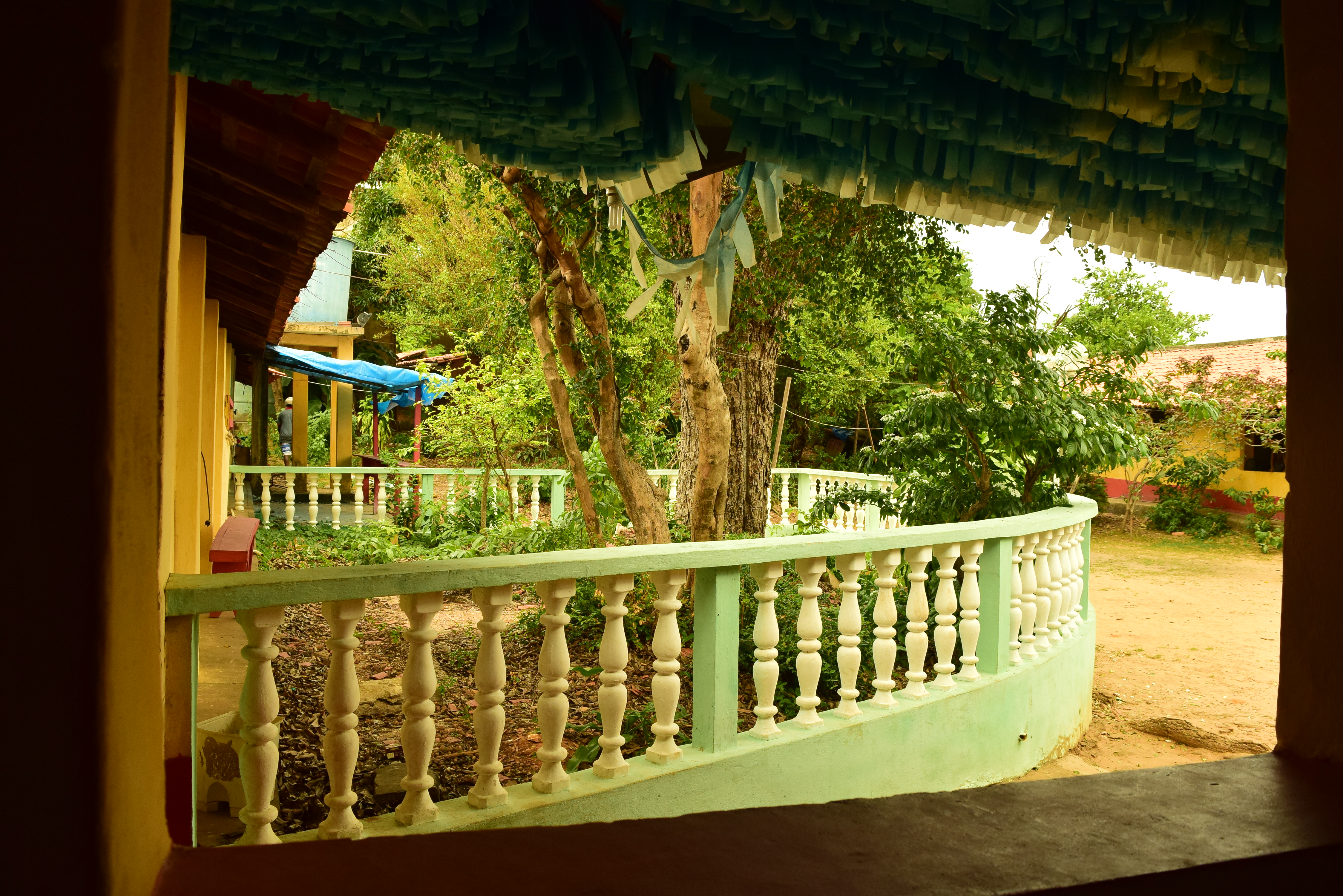
Hobo, árbol sagrado de la Casa de las Minas

La Casa de Nagô (Nagon Abioton) fue fundada por Josefa (Zefa de Nagô) y Maria Joana Travassos, mujeres africanas de tradición yourubá, ayudadas por la fundadora de Casa das Minas. Adoran voduns, orixás (deidades yoruba), gentis y caboclos. La Casa de Nagô influyó en la formación de los otros terreiros (templos) de São Luís.
Varios objetos de la cultura afro-maranhense, especialmente el Tambor de Mina, como accesorios de vestimenta y apoyo, utilizados en los rituales de Casa das Minas, Casa de Nagô y otros terreiros de Maranhão, se pueden encontrar en Cafuá das Mercês (Museo del Negro), en Sãoo Luís.
Hay cientos de templos de Tambor de Mina, encabezados por mujeres llamadas vodunsis y hombres llamados vodunos, en Maranhão (como Casa Fanti Ashanti) o con origen en Maranhão, en Piauí, Pará (Terreiro de Tambor de Mina Dois Irmãos), Amazonas , en la Región Sudeste, como la Casa das Minas Toya Jarina, en el estado de São Paulo.